# Robert Wellmann
Robert Wellmann (n. 1866, Miercurea Sibiului – d. 1946, Pacsa, Ungaria) a fost un pictor transilvănean de origine săsească. Face studii în cadrul Gimnaziului Evanghelic din Sibiu până în anul 1888 când își susține bacalaureatul, primește lecții de desen de la maestrul Carl Dörschlag și este coleg cu Fritz Schullerus, Octavian Smigelschi și Arthur Coulin.
În anul 1889, Arthur Coulin împreună cu Robert Wellmann și Fritz Schullerus vor fi prezenți la Academia de Arte Frumoase din München (în germană Königlich Bayerischen Akademie der Bildenden Künste) la clasa profesorului Gabriel Hackl.
Robert Wellmann a pus la dispoziția mai multor artiști transilvăneni vila sa din Cervara de lângă Roma, oferindu-le ocazia să lucreze înconjurați de o atmosferă de basm plină de inspirație creatoare.

## Galerie imagini

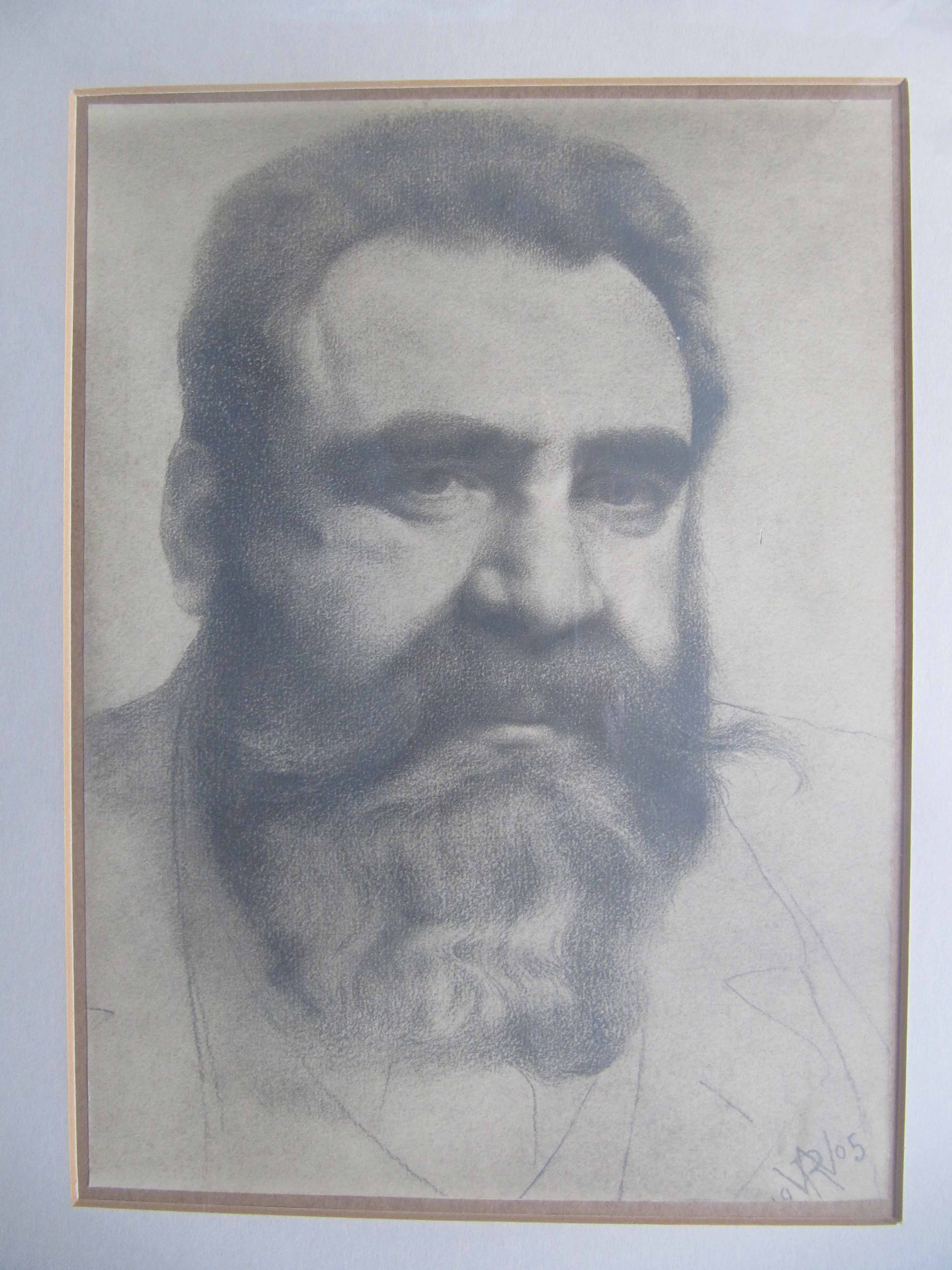